# Der Staatsanwalt hat das Wort: Strafversetzt
Strafversetzt ist ein deutscher Fernsehfilm von Horst Zaeske aus dem Jahr 1970. Das kriminologische Fernsehspiel erschien als 16. Folge der Filmreihe Der Staatsanwalt hat das Wort.

## Handlung
Erstmals in der Sendereihe „Der Staatsanwalt hat das Wort“ ist ein Dorf Schauplatz der Handlung. Probleme des Miteinanders in einer Genossenschaft, Fragen der Leitungstätigkeit und der innergenossenschaftlichen Demokratie stehen im Mittelpunkt. Schließlich geht die sozialistische Umgestaltung auch in den Landwirtschaftlichen Produktionsgenossenschaften nicht reibungslos vonstatten. Es gibt Hemmnisse und Schwierigkeiten auf dem Weg nach vorn. Meist liegen sie begründet in subjektiven Schwächen und Fehlern, im Versagen einzelner. Aber wo steht, wo lebt und arbeitet dieser „einzelne“? Ist er nicht Mitglied des großen Kollektivs? Ist sein Versagen nicht auch ein Versagen der anderen, der Menschen neben ihm?

## Produktion
Strafversetzt entstand 1969  im Zuständigkeitsbereich des DDR-Fernsehfunks, Bereich Dramatische Kunst.
Dramaturgie: Jutta Schütz; Kommentare: Peter Przybylski.
Das Filmmaterial ist zum großen Teil verschollen.